# Szełechowe (obwód odeski)
Szełechowe (ukr. Шелехове) – wieś na Ukrainie, w obwodzie odeskim, w rejonie podolskim, nad Tylihułem. W 2001 roku liczyła 693 mieszkańców.